# Song Zhenzong
Zhenzong (chinesisch 真宗, Pinyin Zhēnzōng, W.-G. Zhenzong; * 23. Dezember 968; † 23. März 1022) war seit dem 10. Mai 997 der dritte Kaiser der (Nördlichen) Song-Dynastie (960–1279). Er war Sohn und Nachfolger des Kaisers Taizong.

## Leben und Wirken
Kaiser Zhenzong festigte die Regierungsgewalt und stärkte die Macht der Song-Dynastie – das Land erfuhr eine Blütezeit. Trotz Aufstockung der Militärmacht war die Außenpolitik der Song in Kaifeng (chinesisch 北宋, Pinyin Bei-Song) mit dem Kitanreich der Liao-Dynastie weniger erfolgreich, sie endete infolge verlustreicher Kämpfe nach anfänglichen Erfolgen 1004 im Friede von Shanyuan (Provinz Fujian, nahe Shaowu), der quasi einer Demütigung gleichkam. Der Vertrag bewirkte zwar einen hundertjährigen Frieden, jedoch um den Preis der Anerkennung des Kitanreiches der Liao als dem politisch höherwertigen Staat. Dazu war eine jährliche Tributzahlung von 2,84 Tonnen Silbers und 200.000 Seidenballen zu entrichten. Die Zustimmung zur eigenen Zweitrangigkeit belastete die Außenpolitik schwer, die Tributzahlungen leerten zuletzt die Staatskasse völlig und legten Wirtschaft und Handel lahm.

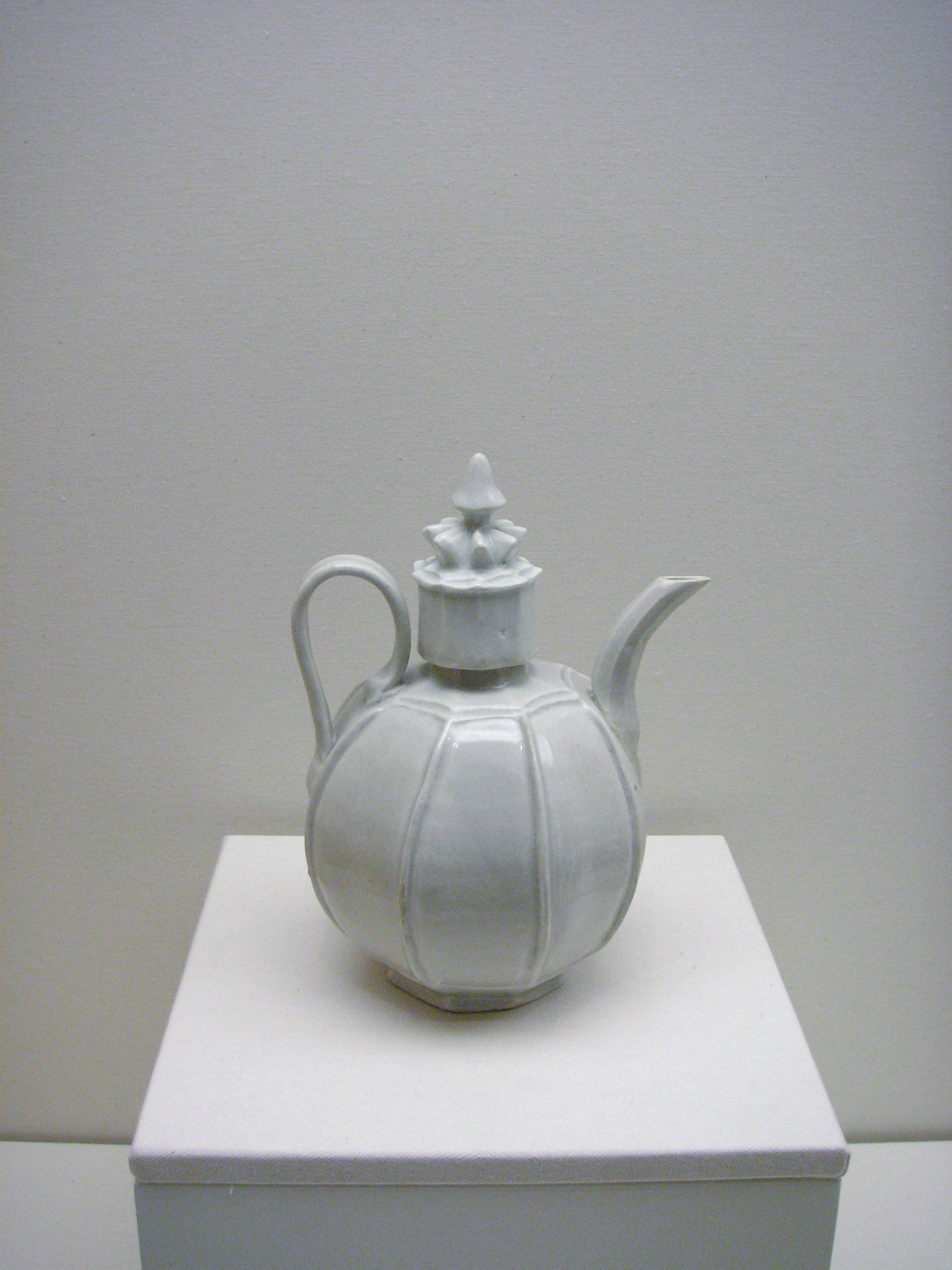
Porzellan aus Jingdezhen

Zhenzong favorisierte den Daoismus am Kaiserhof. Im Jahre 1004 begründete er in Jingdezhen (chinesisch 景德鎮市, Pinyin Jǐngdézhèn Shì) im Norden der Provinz Jiangxi die berühmteste Porzellanmanufaktur Chinas und der Welt, die mehr als 900 Jahre lang bis zum Ende der Qing-Dynastie – dem Ende des chinesischen Kaiserreiches – Porzellan für den Kaiserhof herstellte. Er wies auch 1011 und 1012 einen Transport von 30.000 Scheffel (rund 1.080 m³) Samen einer schnellwachsenden Reissorte aus der Provinz Fujian zum unteren Jangtsekiang an, um dort den Reisanbau zu verbessern und die Ernährung der Bevölkerung zu sichern.